# Quentin D. Wheeler
Quentin Duane Wheeler (31 de gener de 1954) és el quart President del Col·legi de Ciències Mediambientals i Forestals de la Universitat Estatal de Nova York, situada a Syracuse (Nova York) des del 2 de gener de 2014. Wheeler és entomòleg i taxidermista, escriptor i columnista de diaris.

## Educació
Wheeler va estudiar el seu batxillerat (1976), màster universitari (1977) i llicenciatura (1980) en entomologia a la Universitat Estatal d'Ohio. La seva tesina de llicenciatura es va titular Comparative morphology, cladistics and a revised classification of the genera Lymexylidae (Coleoptera), including descriptions of two new genera.

## Carrera professional
Quentin va ser professor durant 24 anys de la Universitat Cornell, a on tenia la càtedra d'entomologia i era director de l'herbari Liberty Hyde Bailey. Anteriorment ja havia estat cap d'entomologia del Museu d'Història Natural de Londres entre el 2004 i el 2006 i director de ciències ambientals de la Fundació Nacional de Ciències (NSF) dels Estats Units entre el 2001 i 2004.
El 2006, Wheeler va començar a ser professor de la Universitat Estatal d'Arizona, a on fou professor d'història natural i medi ambient i director executiu fundador de l'Institut Internacional per l'Exploració de les Espècies. El 2006 fou degà interí de la Divisió de Ciències Naturals d'aquesta universitat i el 2007 aconseguí la posició de vicepresident i degà del Col·legi de les Arts Lliberals i les Ciències de la mateixa universitat.

## Camps de recerca
El principal camp d'estudi i recerca de Quentin ha estat el rol de l'exploració de les espècies animals i les col·leccions d'història natural en l'exploració i la conservació de la biodiversitat, la teoria i la pràctica de la sistemàtica filogenètica i la cibertaxonomia, l'evolució i la classificació dels insectes, sobretot els coleòpters i el foment i educació de la ciència. Ha rebut honors acadèmics i hi ha tres espècies animals que han estat anomenades en el seu honor.
És autor d'uns 150 articles científics i de sis llibres, entre els quals hi ha What on Earth? - 100 of Our Planet's Most Amazing New Species. Ha posat nom a més de 100 noves espècies i escriu una columna a The Guardian sobre les noves espècies d'éssers vius.

### Articles principals
Els principals articles de Wheeler són:
- Watrous, Larry, E., Wheeler, Quentin D., 1981: The out-group comparison method of character analysis, a: Systematic Biology, 30 (1): 1-11.
- Nixon, Kevin C; Wheeler, Quentin D., 1990: An amplifation of the phylogenetic species concept, a: Cladistics, 6 (3): 211-221.
- Wheeler, Quentin D., 2004: Taxonomic triage and the poverty of phylogeny, a: Philosophical Transactions B, 359 (1444): 571-583.
- Wheeler, Quentin D., Raven, Peter H., Wilson, Edward O., 2004: Taxonomy: impediment of expedient (editorial) a: Science, 303 (5656): 285.

### Llibres
Els llibres més destacats de Wheeler són:
- Wheeler, Quentin D., and Meredith Blackwell, eds. 1984. Fungus-insect relationships: perspectives in ecology and evolution. Nova York: Columbia University Press. ISBN 978-0231056946
- Novacek, Michael J., and Quentin Wheeler, eds. 1992. Extinction and phylogeny. Nova York: Columbia University Press. ISBN 978-0231074384
- Wheeler, Quentin D., and Rudolf Meier, eds. 2000. Species concepts and phylogenetic theory: a debate. Nova York: Columbia University Press. ISBN 978-0231101431
- Wheeler, Quentin D., eds. 2008. The New Taxonomy. Boca Raton: CRC Press. ISBN 978-0849390883
- Knapp, Sandra, and Quentin D. Wheeler, eds. 2009. Letters to Linneaus. London: Linnean Society of London. ISBN 978-0950620794
- Wheeler, Quentin D., and Sara Pennak. 2013. What on Earth? 100 of our planet's most amazing new species. New York: Plume. ISBN 978-0452298149